# NGC 3415
NGC 3415 ist eine linsenförmige Galaxie vom Hubble-Typ S0-a im Sternbild Großer Bär am Nordsternhimmel. Sie ist schätzungsweise 148 Millionen Lichtjahre von der Milchstraße entfernt und hat einen Durchmesser von etwa 90.000 Lj.
Im selben Himmelsareal befindet sich u. a. die Galaxie NGC 3416.
Das Objekt wurde am 15. Januar 1788 von William Herschel entdeckt.